# Герб Юргамышского района
Герб муниципального образования Юргамышский район Курганской области является официальным символом Юргамышского района Курганской области.
Герб утверждён решением Юргамышской районной Думы от 20 февраля 2014 года № 291 и внесён в Государственный геральдический регистр Российской Федерации с присвоением регистрационного номера 9217.

## Описание
«В червленом поле вверху - золотая сова, летящая с распростертыми крыльями, внизу - серебряная пирамида, мурованная в виде глыб и обремененная двумя черными молотами накрест».
Герб Юргамышского района может воспроизводиться в двух равно допустимых версиях:
- с вольной частью (четырехугольником, примыкающим к верхнему правому углу щита с воспроизведёнными в нем фигурами герба Курганской области), в соответствии с Законом Курганской области от 25.11.1997 № 90 «О гербе и флаге Курганской области» (статья 7.2).;
- без вольной части.

## Символика
Символика герба Юргамышского района многозначна и отражает исторические и природные особенности района.
- В верхней части герба золотая сова с распростертыми крыльями - символ мудрости, бдительности, эрудиции, чуткости, пророческого дара.
- В нижней части герба расположена гора — величественный природный символ вечности, превосходства, постоянства, чистоты, гармонии, устремленности и духовного подъема. Гора, мурованная в виде глыб, символизирует залежи железной руды и глин на территории Юргамышского района.
- Два перекрещенных черных молотка — символа железной дороги, труда и созидания. 
  - Золото — символ урожая, богатства, стабильности, уважения, могущества, знатности.
  - Серебро – символ чистоты, открытости, божественной мудрости, примирения, справедливости, благородства.
  - Червленый (красный) цвет - символизирует труд, жизнеутверждающую силу, мужество, праздник, красоту, любовь, смелость, великодушие.
  - Черный цвет символизирует благоразумие, мудрость, скромность, честность, постоянство.

## Авторская группа
- Идея герба: Александр Гаврилович Егоров, Игорь Юрьевич Касатов, (оба - п.Юргамыш).
- Геральдическая доработка: Константин Моченов (Химки).
- Художники: Ольга Жикина (п.Юргамыш), Ольга Салова, Анна Гарсия (обе – Москва).
- Обоснование символики: Александр Егоров, Игорь Касатов, (оба - п.Юргамыш).